# Bołchuny
Bołchuny (ros. Болхуны) – wieś w Rosji, w obwodzie astrachańskim, w rejonie achtubińskim. W 2021 liczyła 1338 mieszkańców.